# Schachturnier zu Monaco 1967
Das Schachturnier zu Monaco 1967 fand vom 24. März bis 4. April 1967 in der Jahrhunderthalle („Hall du Centenaire“) statt. Es wurde von Bobby Fischer vor Wassili Smyslow gewonnen. Den dritten Platz teilten Efim Geller und Bent Larsen.

## Vorgeschichte
Raoul Bertolo, der Herausgeber der französischen Schachzeitung Europe Échecs, hatte 1964 damit begonnen, einmal jährlich an verschiedenen Orten in Frankreich ein Schachfestival zu organisieren. Auf seine Veranlassung hin kontaktierte der Französische Schachverband Fürst Rainier von Monaco mit dem Vorschlag, ein Schachfestival in Monaco auszurichten. Der Fürst antwortete positiv und übernahm persönlich die Leitung des Organisationskomitees. In Monaco hatten bereits von 1901 bis 1904 bedeutende internationale Schachturniere stattgefunden.

## Teilnehmerfeld
Für den amerikanischen Star und späteren Turniersieger Fischer war Monaco das erste Turnier seit fünf Jahren außerhalb der USA. Fischer reiste zusammen mit seinem Landsmann und früheren Jugendweltmeister William Lombardy an. Der damalige Weltmeister Tigran Petrosjan schlug die Einladung aus, für ihn nahm Exweltmeister Smyslow teil. Außerdem nahmen die Weltklassespieler Geller, Larsen und Gligorić teil, ferner Forintos und Matanović, der gerade den Schachinformator begründet hatte. Die Franzosen Bergraser und Mazzoni vervollständigten das Feld. Eingeladen waren auch die deutschen Großmeister Unzicker und Darga, die jedoch berufsbedingt kurzfristig absagten.

## Turnierverlauf
Da die Organisatoren bis zum Turnierbeginn hofften, dass elf Spieler am Turnier teilnehmen würden, losten sie das Turnier unter dieser Prämisse aus, was nach der Absage Unzickers dazu führte, dass jeder Spieler zwei Ruhetage hatte. Fischer begann das Turnier mit fünf Siegen in Folge und behielt seinen Vorsprung bis zum Schluss, obwohl er gegen Smyslow ein schwieriges Turmendspiel halten musste und gegen Geller verlor. Bergraser musste das Turnier nach sechs Runden wegen einer Lungenentzündung abbrechen. Larsen legte einen starken Schlussspurt hin, indem er in den letzten drei Runden Gligoric, Geller und Lombardy besiegte.

## Abschlusstabelle
| Rg | Land                                           | Teilnehmer           | 1 | 2 | 3 | 4 | 5 | 6 | 7 | 8 | 9 | 10 | Erg |
| 1  | Vereinigte Staaten                             | Robert Fischer       | X | ½ | 0 | 1 | ½ | 1 | 1 | 1 | 1 | 1  | 7.0 |
| 2  | Sowjetunion 1955                               | Wassili Smyslow      | ½ | X | ½ | ½ | 1 | ½ | ½ | 1 | 1 | 1  | 6.5 |
| 3  | Sowjetunion 1955                               | Efim Geller          | 1 | ½ | X | 0 | ½ | ½ | 1 | ½ | 1 | +  | 6.0 |
| 4  | Danemark                                       | Bent Larsen          | 0 | ½ | 1 | X | 0 | 1 | 1 | ½ | 1 | 1  | 6.0 |
| 5  | Jugoslawien Sozialistische Föderative Republik | Aleksandar Matanović | ½ | 0 | ½ | 1 | X | ½ | ½ | ½ | ½ | 1  | 5.0 |
| 6  | Jugoslawien Sozialistische Föderative Republik | Svetozar Gligorić    | 0 | ½ | ½ | 0 | ½ | X | ½ | ½ | 1 | +  | 4.5 |
| 7  | Vereinigte Staaten                             | William Lombardy     | 0 | ½ | 0 | 0 | ½ | ½ | X | 1 | 1 | +  | 4.5 |
| 8  | Ungarn 1957                                    | Győző Forintos       | 0 | 0 | ½ | ½ | ½ | ½ | 0 | X | 1 | +  | 4.0 |
| 9  | Frankreich                                     | Guy Mazzoni          | 0 | 0 | 0 | 0 | ½ | 0 | 0 | 0 | X | ½  | 1.0 |
| 10 | Frankreich                                     | Volf Bergraser       | 0 | 0 | - | 0 | 0 | - | - | - | ½ | X  | 0.5 |
| -- | ---------------------------------------------- | -------------------- | - | - | - | - | - | - | - | - | - | -- | --- |

Bergraser musste die Partien gegen Gligorić, Geller, Lombardy und Forintos wegen seiner Erkrankung kampflos abgeben.

## Ambiente
Das Turnier fand in der damals neuen Jahrhunderthalle statt. Neben dem Großmeisterturnier wurde ein offenes Turnier mit ca. 100 Teilnehmern ausgerichtet, wobei man die Großmeister in die Mitte des Spielsaals platziert hatte. Zahlreiche Zuschauer zog es nach Monaco, darunter den Künstler Marcel Duchamp, der fast jede Runde beobachtete. Fürst Rainier besuchte das Turnier, als das Spitzenspiel Fischer-Smyslow stattfinden sollte. Da Smyslow starke Zahnschmerzen hatte (ihm wurde ein Zahn gezogen), wurde die Partie jedoch verschoben. Rainier erhielt am darauffolgenden Tag in einer kleinen Zeremonie unter Anwesenheit von Fürstin Gracia Patricia und Marcel Duchamp die Ehrenmitgliedschaft des Amerikanischen Schachverbandes verliehen.

## Fischers Sonderrolle
Bobby Fischer war der einzige Teilnehmer, der für seine Teilnahme ein Antrittsgeld – in Höhe von US-Dollar 2000 – erhielt. Dieser Umstand wurde von Gligoric und Matanovic nach ihrer Rückkehr nach Belgrad bei einer Pressekonferenz kontrovers diskutiert. Während des Turniers hatte er Sonderwünsche – Verschiebung der Uhrzeit des Rundenbeginns, Vertauschung von Runden – denen die Organisatoren jeweils nachgaben. Mit dem Turnier in Monaco begann sich Fischer den Ruf eines anspruchsvollen und schwierigen Turnierteilnehmers zu erarbeiten. Zu den Turnieren, die in den Folgejahren in Monaco stattfanden, wurde er nicht mehr eingeladen.